# Пангуна
Пангуна (англ. Panguna) — город в Папуа — Новой Гвинее, на территории автономного региона Бугенвиль.

## География
Город расположен на востоке центральной части острова Бугенвиль, на высоте 877 м над уровнем моря.

## Экономика
Ранее в районе города осуществлялась добыча медной руды открытым способом, однако в 1989 году рудники были закрыты.

## Население
По данным на 2013 год численность населения города составляла 2974 человека.
Динамика численности населения города по годам:
| 1990 | 2013 |
| ---- | ---- |
| 3500 | 2974 |